# South Tarawa
South Tarawa este capitala statului Kiribati, si cel mai mare oras al tarii . Localizat pe reciful Tarawa. Zona rezidentiala a orasului se afla intre insulele Bairiki (in vest) si Temaiku/Bonriki (in est). Coordonatele sunt: 1°19′N 172°58′E / 1.317°N 172.967°E